# Labaro (Roma)
Labaro è la cinquantasettesima zona di Roma nell'Agro romano, indicata con Z. LVII.
Il toponimo indica anche la zona urbanistica 20M del municipio Roma XV di Roma Capitale.

## Geografia fisica

### Territorio
Si trova nell'area nord di Roma, accanto ed esternamente al Grande Raccordo Anulare e a ridosso del fiume Tevere.
La zona confina:
- a nord con la zona Z. LVIII Prima Porta[1]
- a est con la zona Z. III Marcigliana[2]
- a sud con la zona Z. LVI Grottarossa[3]
- a nord-ovest con la zona Z. LIV La Giustiniana[4]

## Storia
La zona prende il nome a seguito di un evento curioso accaduto a Costantino il Grande quando, nella battaglia di Saxa Rubra del 312 d.C., gli cadde di mano il "labarum", stendardo militare che doveva precedere l'esercito in battaglia con le prime due lettere dell'alfabeto greco della parola Cristo (Chi [χ] e Rho [ρ]).
Un'altra ipotesi è quella che il nome di Labaro sia una corruzione medievale dell'antico Rubrae (rosse in latino, con riferimento alle grotte in roccia rossa presenti nella zona) corrotto in Lubrae e infine Labaro.
Questa seconda ipotesi l'accorperebbe al nome delle zone circonvicine le quali hanno tutte dei nominativi legati alla conformazione geologica della zona. Queste sono appunto Grottarossa e Saxa Rubra collegate tra loro dall'antica strada detta Vitrium ad Flaminiam che collegava l'ormai scomparsa via Veientana con la via Flaminia.

## Monumenti e luoghi d'interesse

### Architetture civili
- Fortificazione medievale sopra il Mausoleo La Celsa.
- Torre della Valchetta, su via Veientana Vetere. Torre del XIV secolo. 41.988994°N 12.476584°E

### Architetture religiose
- Chiesa di San Melchiade, su via Costantiniana. Chiesa del XX secolo (1974-77).
- Cappella di Santa Maria Consolatrice, su via Francesco Torfanini. Chiesa del XX secolo. 41.992117°N 12.4846°E

Cappella dell'Istituto delle Suore di Maria Consolatrice, luogo sussidiario di culto della parrocchia di San Melchiade.
- Chiesa di San Crispino da Viterbo, su via Gussago. Chiesa del XX secolo (1990).

### Siti archeologici
- Tombe della rupe di Saxa Rubra, su via Flaminia. Sepolcri dell'età repubblicana. 41.995193°N 12.495757°E
- Mausoleo La Celsa, su via Flaminia. Sepolcro dell'età imperiale.
- Ponte della Valchetta, sul torrente Valchetta. Ponte dell'età imperiale. 41.987186°N 12.49424°E

### Altro
- Fontana dei Quattro Fiumi, detta anche "Fontanone", su via dei Monti della Valchetta. Fontana del XX secolo (1983-99). 41.994939°N 12.485382°E

Opera degli architetti Paolo Angeletti e Gaia Remiddi.
- Monumento al pompiere Giampaolo Borghi, su via Flaminia. Monumento del XX secolo. 41.987732°N 12.494362°E

Dedicato al giovane pompiere Giampaolo Borghi, perito nel tentativo di salvare un bambino dallo straripamento del fiume Tevere avvenuto il 1º settembre 1965.

## Geografia antropica

### Urbanistica
Nel territorio di Labaro si estende parte della omonima zona urbanistica 20M.

## Infrastrutture e trasporti
|  | È raggiungibile dalla stazione Labaro. |

## Sport

### Calcio
Ci sono più squadre di calcio appartenenti alle categorie di livello regionale:
- Pol. Saxa Flaminia Labaro (Prima Categoria, girone E): fondata nel 1977, è tra le società più antiche della zona ed ha raggiunto più volte il campionato di Promozione.
- A.S.D. Atletico Roma XX (Seconda Categoria, girone E)

### Pallavolo
La squadra storica del quartiere è l'ASD Roma XX Volley, fondata nel 1984 e arrivata nel 2007 a livello nazionale nel campionato di serie B2.